# 黄柏镇 (潜山市)
黄柏镇，是中华人民共和国安徽省安庆市潜山市下辖的一个乡镇级行政单位。

## 行政区划
黄柏镇下辖以下地区：
叶河村、昆仑村、袁桂村、大水村、黄柏村和陆河村。